# Gorre (Haute-Vienne)
Gorre is een gemeente in het Franse departement Haute-Vienne (regio Nouvelle-Aquitaine). De gemeente telt 376 inwoners (1999) en maakt deel uit van het arrondissement Rochechouart.

## Geografie
De oppervlakte van Gorre bedraagt 15,9 km², de bevolkingsdichtheid is 23,6 inwoners per km².

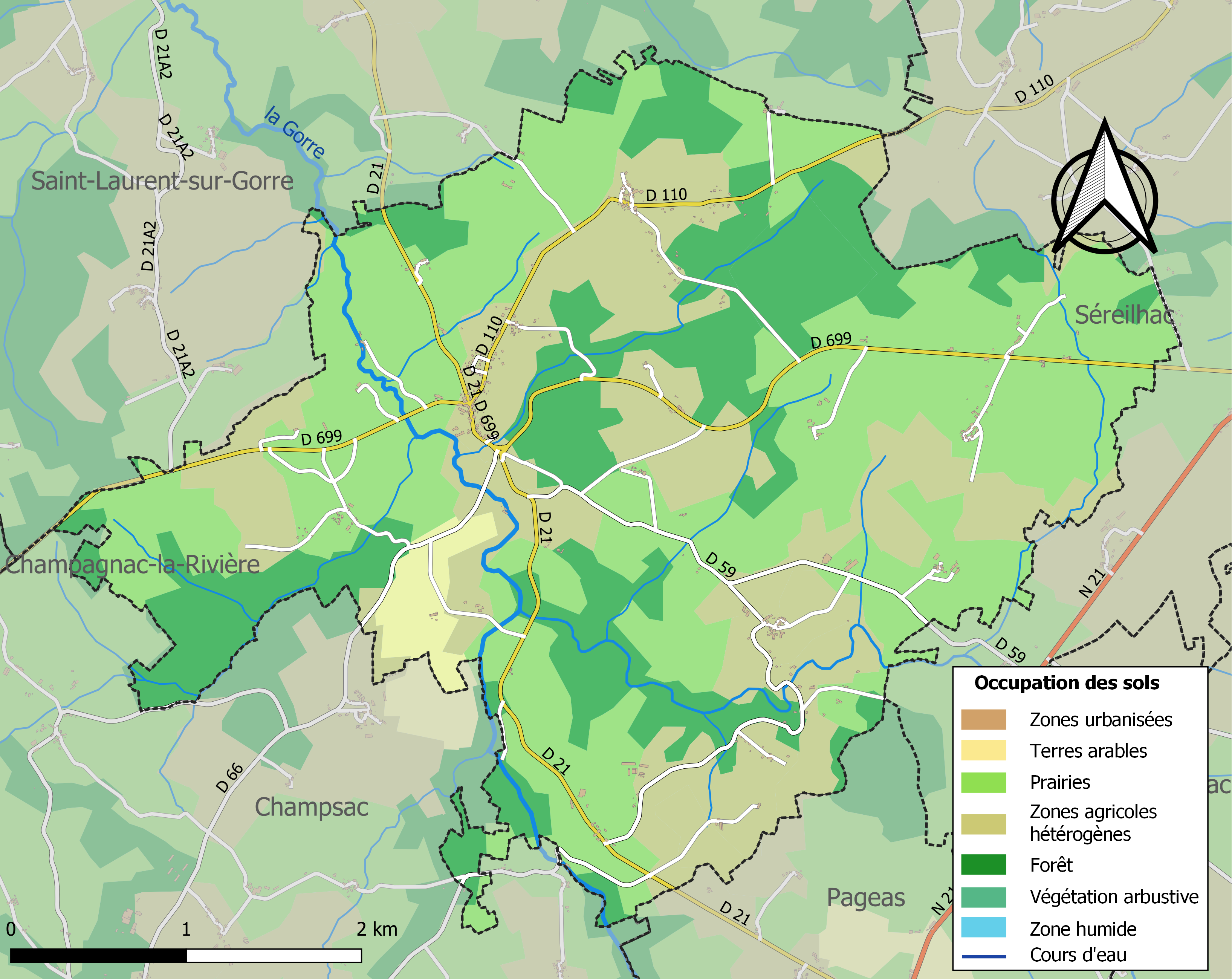
Kaart van de gemeente met de belangrijkste infrastructuur, bodemgebruik en omliggende gemeenten

## Demografie
Onderstaande figuur toont het verloop van het inwonertal (bron: INSEE-tellingen).